# Volevo Magia Tour 2022
Volevo Magia Tour è una tournée della rockband italiana Verdena, volta a promuovere il loro album omonimo uscito nel 2022.
Inizia a fine ottobre 2022 con due concerti "di riscaldamento" in piccoli club di Livorno e Perugia.
Tutte le date autunnali sono andate rapidamente sold out, e in particolare Bologna è stata addirittura quadruplicata. Le 2 date di Roma all'Atlantico sono state annullate per problemi tecnici della location, e viene comunicato sul profilo Instagram della band che saranno riprogrammate il prima possibile nel 2023. A gennaio, sempre sui canali social del gruppo viene annunciata l'unica data di recupero, fissata per il 31 marzo 2023 al Palazzo dello Sport.

## Date

### Warm Up Show
- 21 ottobre, The Cage, Livorno
- 22 ottobre, Urban, Perugia

### Tour Autunnale
- 29 ottobre, Estragon, Bologna
- 30 ottobre, Estragon, Bologna
- 1 novembre, Estragon, Bologna
- 2 novembre, Estragon, Bologna
- 13 novembre, Gran Teatro Geox, Padova
- 14 novembre, Tuscany Hall, Firenze
- 16 novembre, Teatro della Concordia, Torino
- 22 novembre, Alcatraz, Milano
- 23 novembre, Alcatraz, Milano
- 24 novembre, Mamamia, Senigallia
- 26 novembre, Palaflorio, Bari
- 28 novembre, Palapartenope, Napoli
- 29 novembre, Atlantico, Roma
- 30 novembre, Atlantico, Roma

### European Tour 2023
- 23 aprile,  Slovenia, Lubiana,  Kino Siska
- 24 aprile,  Germania, Monaco di Baviera, Backstage
- 25 aprile,  Germania, Berlino, Hole44
- 26 aprile,  Germania, Colonia, MTC
- 27 aprile,  Belgio, Bruxelles, La Madeleine
- 29 aprile,  Regno Unito, Londra, O2 Shepherd's Bush Empire
- 30 aprile,  Francia, Parigi, La Maroquinerie
- 1 maggio,  Svizzera, Zurigo, Papiersaal

### Tour estivo 2023
- 26 maggio, Milano, Mi Ami
- 22 giugno, Padova, Sherwood Festival
- 24 giugno, Bologna, Oltre Festival
- 1 luglio, Perugia, L'Umbria che Spacca
- 8 luglio, Sesto al Reghena, Sexto 'nplugged
- 14 luglio, Ancona, Spilla
- 15 luglio, L'Aquila, Pinewood Festival
- 22 luglio, Paestum, Planet Arena (Templi)
- 28 luglio, Firenze, Ultravox Anfiteatro delle Cascine
- 29 luglio, Genova, Balena Festival
- 4 agosto, Alghero, Abbabula Festival
- 10 agosto, Castelbuono, Ypsigrock
- 12 agosto, Maida, Color Fest
- 13 agosto, Locorotondo, Locus Festival
- 22 agosto, Romano d'Ezzelino, Ama Music Festival
- 24 agosto, Brescia, Festa Radio Onda d'Urto
- 26 agosto, Torino, Todays Festival
- 27 agosto, San Mauro Pascoli, Acieloaperto
- 17 settembre, Trento, Poplar Festival
- 23 settembre, Roma, Spring Attitude Festival

## Scaletta
Questa è la scaletta eseguita al Palapartenope di Napoli il 28 novembre, indicativa dello spettacolo della sessione autunnale. 
A fianco di alcuni pezzi sono riportati quelli che, in altre date, sono stati suonati in alternativa. 
1. Pascolare
2. Crystall Ball
3. Dialobik
4. Chaise longue
5. Cielo super acceso
6. Paul e Linda
7. Viba
8. Starless
9. Luna
10. Don Calisto
11. Certi magazine / Nei Rami
12. Angie / Trovami un modo semplice per uscirne
13. Nevischio / Razzi arpia inferno e fiamme
14. Paladini / Sino a notte (D.I.)
15. Canos
16. Loniterp
17. Puzzle
18. Scegli me (un mondo che tu non vuoi)
19. Muori delay
20. Valvonauta
21. Un po' esageri
22. Sui ghiacciai
23. Volevo magia

Durante i concerti estivi la scaletta è stata occasionalmente variata in alcuni pezzi e specialmente tra quelli di Volevo Magia, nell'ordine in cui vengono suonati. Hanno ritrovato spazio in qualche data brani del passato come L'infinita gioia di Henry Bahus, Dentro Sharon, Nova, Identikit, Il Gulliver e Fuoco amico II (pela i miei tratti).
A titolo di esempio, questa è la scaletta eseguita a Sesto al Reghena (Pordenone) nella data dell 8 luglio.
1. X sempre assente
2. Loniterp
3. Logorrea (Esperti all'opera)
4. Paul e Linda
5. Cielo super acceso
6. Lui gareggia
7. Dialobik
8. Chaise Longue
9. Trovami un modo semplice per uscirne
10. Nevischio
11. Razzi arpia inferno e fiamme
12. Fuoco amico II (pela i miei tratti)
13. Crystal ball
14. Nova
15. Valvonauta
16. Sui ghiacciai
17. Volevo magia
18. Scegli me (un mondo che tu non vuoi)
19. Puzzle
20. Muori delay
21. Un po' esageri
22. Paladini
23. Don Calisto